# Martínkovice
Martínkovice (dawn. niem. Märzdorf) – wieś w  Czechach, w kraju kralovohradeckim.
Jest to podgórska wioska, położona na południe od Broumova na wysokości od 380 do 440 m n.p.m. u podnóża południowo-wschodniego zbocza Broumovskich stěn. Jest to długa wieś ciągnąca się przez około 5 km, z luźną zabudową budynków położonych po obu stronach drogi. W środkowej części wsi zabudowa zwarta o charakterze miejskim. Przez wieś przepływa Martínkovický potok.

## Zabytki
- kościół św. Marcina i Jerzego w Martínkovicach z końca XVII wieku, który należy do broumovskiej grupy kościołów[1];
- plebania w Martínkovicach
- kompleks gospodarstw typu broumovskiego o charakterze klasycystycznym z XIX wieku,
- dawny młyn, barokowy most kamienny na rzece Ścinawce (Stěnava) przy młynie
- wiele krzyży, kapliczek i pomników, ustawionych przy drogach oraz wśród pól.
- cmentarz jeniecki z czasów I wojny światowej
- cmentarz żołnierzy radzieckich wziętych do niewoli w czasie II wojny światowej.

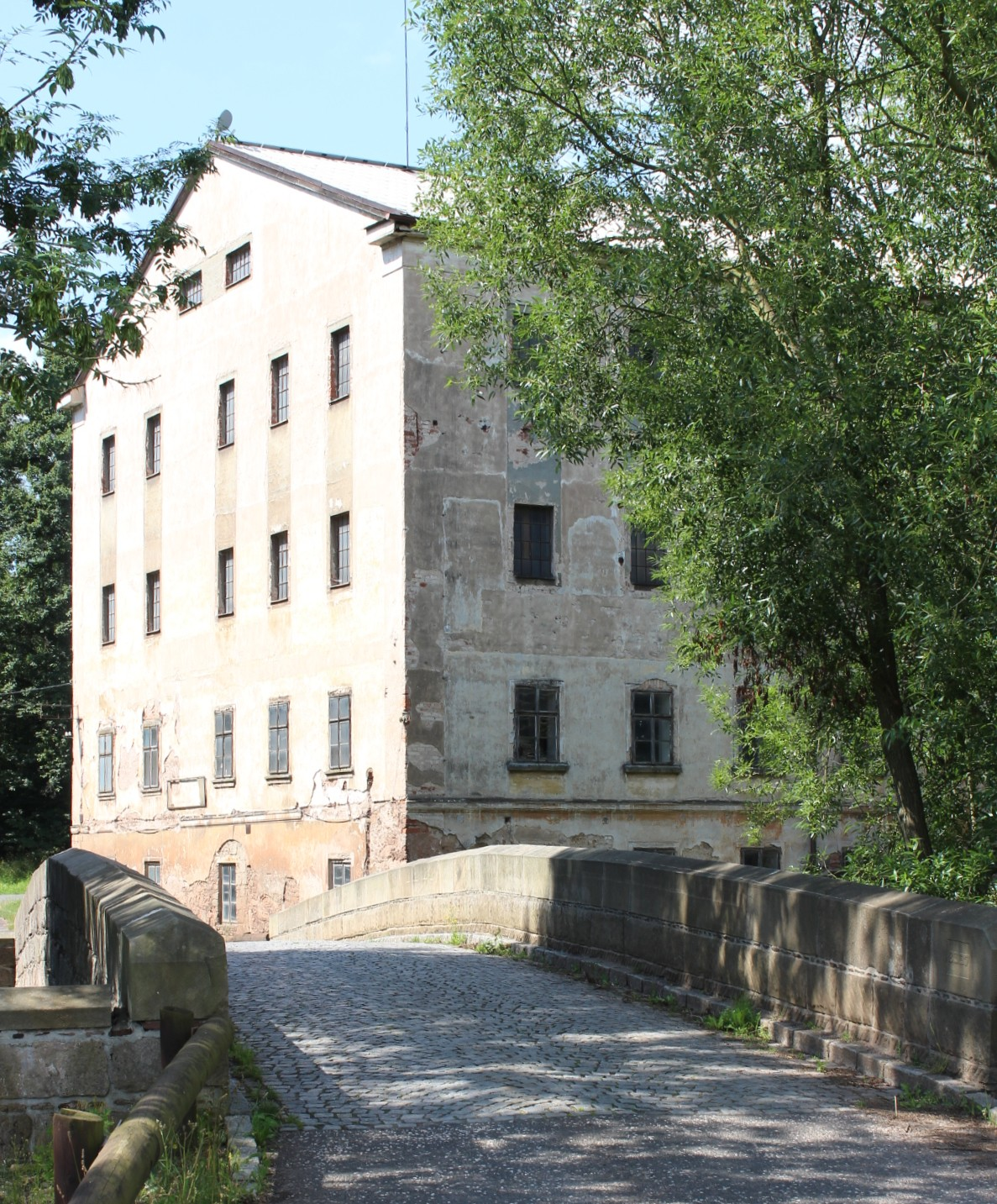
Młyn z mostem
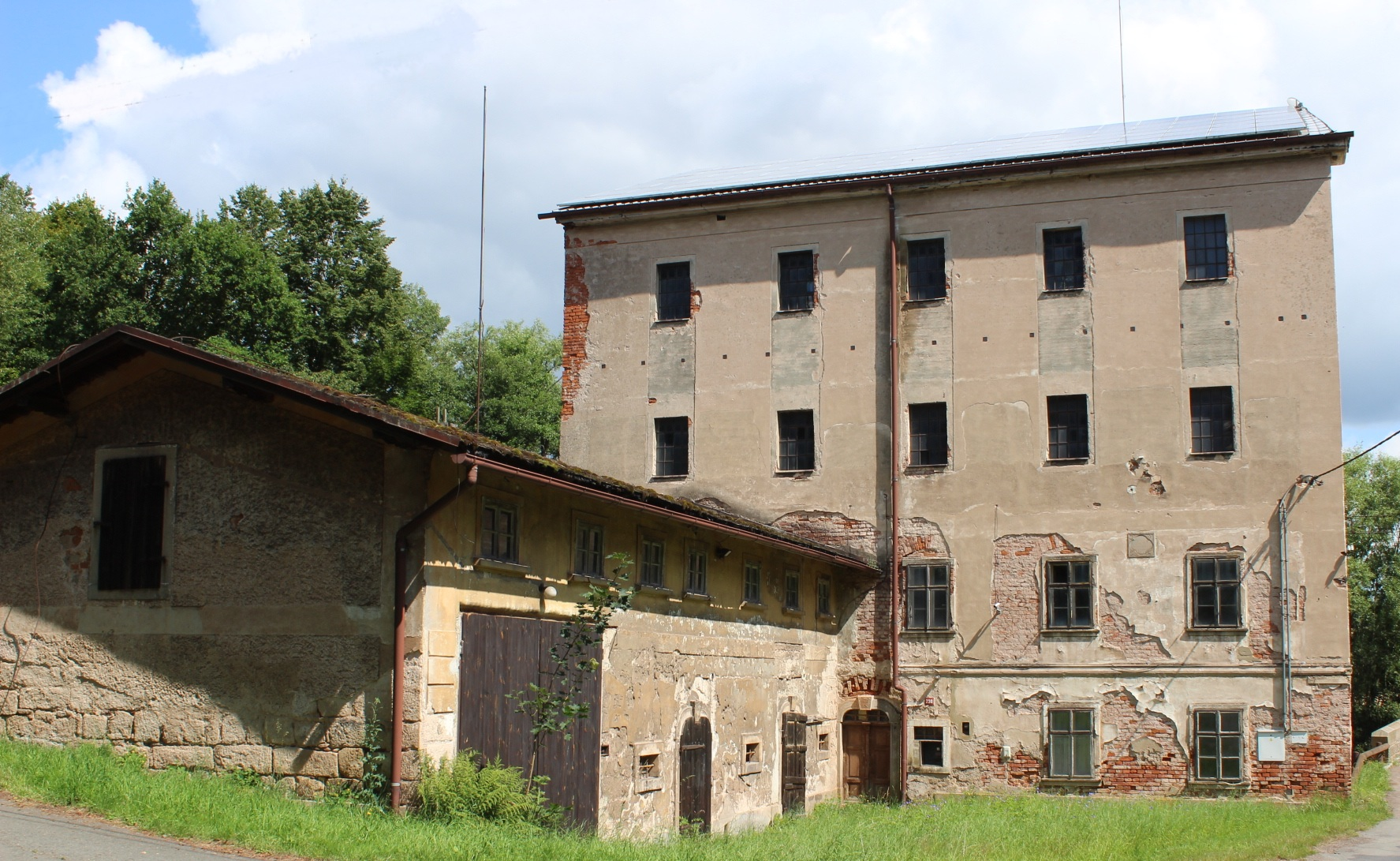
Młyn
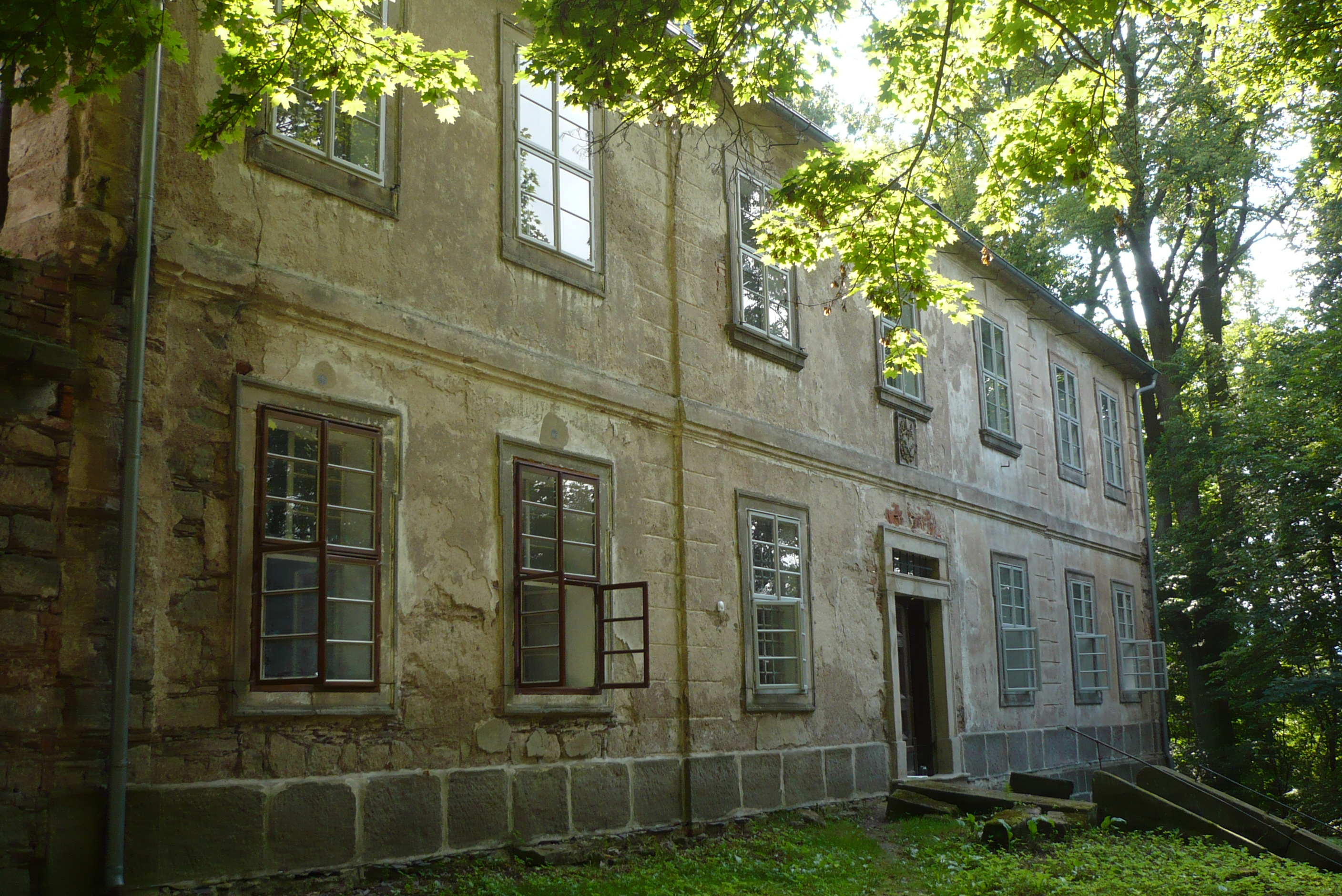
Plebania w Martínkovicach

## Turystyka
Przez górną część wsi przechodzi szlak turystyczny:
- zielony – prowadzący z Broumova do Broumowskich Ścian.
- Przez wieś prowadzi oznaczona trasa rowerowa.
- Wieś stanowi punkt wyjściowy wycieczek w Broumowskie Ściany i do schroniska turystycznego "Pod Koruną".